# 赵杲观
赵杲观，位于山西省忻州市代县交口乡洪寺村东3公里的天台山，是中华人民共和国山西省文物保护单位之一。
1996年1月12日，授予山西省文物保护单位，是一座古建筑及历史纪念建筑物。